# Lukáš Růžek
Lukáš Růžek (1992) è un giocatore di football americano ceco che gioca come runningback per i Prague Lions.
Ha sempre giocato per la squadra di Praga, a partire dal 2010 e seguendola quando si è iscritta alla ELF. Gioca nella nazionale ceca.